# Parafia św. Barbary w Borysławiu
Parafia św. Barbary w Borysławiu – rzymskokatolicka parafia znajdująca się w Borysławiu, w archidiecezji lwowskiej, w dekanacie Stryj, na Ukrainie. Parafię prowadzą Misjonarze Klaretyni.
Przy parafii nie rezyduje obecnie żaden duchowny. Obsługiwana jest ona przez Misjonarzy Klaretynów z parafii Wniebowzięcia Najświętszej Maryi Panny w Truskawcu.

## Historia

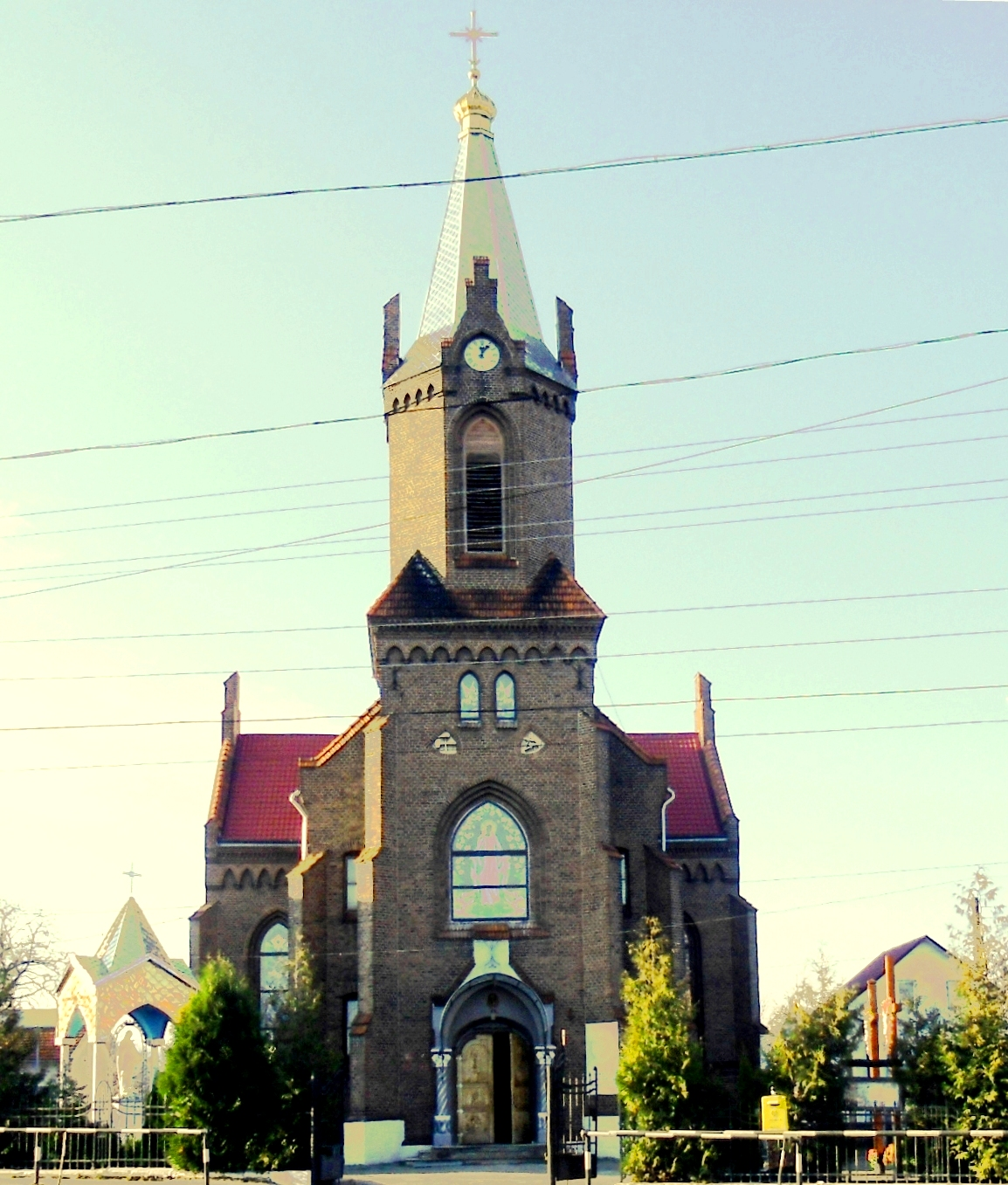
Przedwojenny kościół św. Barbary w Borysławiu. Obecnie cerkiew unicka

Pierwszą, drewnianą kaplicę w Borysławiu wybudowano w 1885. Szybko okazała się ona za mała dla napływających do miasta robotników, dlatego w 1902 zbudowano nowy, murowany kościół pw. św. Barbary. Była to filia parafii św. Bartłomieja w Drohobyczu. Parafię borysławską erygowano w 1928. W latach 1932–1935 wikariuszem parafii był bł. ks. Władysław Findysz. Tuż przed II wojną światową parafia liczyła ok. 20 000 wiernych. Oprócz kościoła parafialnego posiadała  kościół w Mraźnicy (z 1934, po upadku komunizmu przekazany prawosławnym), kościół w Hubiczach (z 1936, rozebrany przez komunistów pod koniec lat 60. XX w.) oraz cztery kaplice (trzy w szkołach i jedną w ochronce).
Po II wojnie światowej Borysław znalazł się w granicach ZSRS. Komuniści znacjonalizowali kościoły. Większość parafian wyjechało w nowe granice Polski. Po upadku komunizmu ukraińskie władze przekazały kościół św. Barbary unitom. Od 1990 w Borysławiu ponownie działają księża łacińscy. W 1998 poświęcono przebudowaną z magazynu tymczasową kaplicę Matki Bożej Nieustającej Pomocy, która spłonęła w 2005.
W 2006 rozpoczęto budowę nowego kościoła. 22 września 2013 został on konsekrowany przez arcybiskupa lwowskiego Mieczysława Mokrzyckiego.